# Myrmecicultor chihuahuensis
Myrmecicultor chihuahuensis — вид павуків, єдиний у родині Myrmecicultoridae. Описаний у 2019 році.

## Поширення
Вид поширений на півдні США (Техас) та на півночі Мексики (Коауїла та Агуаскальєнтес). Трапляється у посушливих районах.

## Опис
Дуже дрібні павуки: довжина самця 2,89 мм (карапакс завдовжки 1,47 мм і завширшки 1,20 мм), довжина самиці — до 2,73 мм (карапакс завдовжки 1,26 і завширшки 1,09 мм). Головогруди бліді, але чорні біля очей; стернум білуватий. Черевце білувате і зверху і знизу. Ноги також білуваті, але дистально трохи темніші. Лапки з двома кігтиками. Найдовші задні ноги (IV пара): у самця 5,70 мм, у самиці 5,04 мм завдовжки.

## Спосіб життя
Павуки активні з травня по листопад. Мірмекофільний вид, асоційований з мурахами Pogonomyrmex rugosus, Novomessor albisetosis та Novomessor cockerelli.